# Darci Menezes
Darci Menezes, detto Darci (Bagé, 24 settembre 1949), è un ex calciatore brasiliano, di ruolo difensore.

## Biografia
In seguito al ritiro dal mondo del calcio si è trasferito a Governador Valadares, dove cura il settore giovanile di una società calcistica locale.

## Caratteristiche tecniche
Giocava come difensore centrale.

## Carriera

### Club
Debuttò in prima squadra nel Cruzeiro nel 1968, e dopo un periodo di tre anni fu ceduto all'América di Minas Gerais, società che lo fece debuttare in massima serie brasiliana nel 1971. Debuttò dunque in Série A il 19 settembre al Beira-Rio contro l'Internacional di Porto Alegre. Dopo sei partite, il Cruzeiro si risolse a reintegrarlo nei propri ranghi, in vista del Segundo Campeonato Nacional de Clubes: in questo torneo, giocò ventitré partite e giunse sino al secondo turno. L'annata seguente gli incontri furono ventidue, e stavolta il club arrivò a disputare il quadrangolare finale: tuttavia, si classificò al terzo posto. Nel 1974 Darci giocò diciotto partite, tra cui la finale del 1º agosto al Maracanã, persa contro il Vasco da Gama. Il difensore raggiunse il record personale di presenze nel I Copa Brasil, con ventinove, e ancora una volta si trovò a disputare la finale, che diede al club l'accesso alla Coppa Libertadores 1976. Quest'ultima competizione vide la vittoria proprio del Cruzeiro, che sconfisse in finale gli argentini del River Plate. Darci lasciò la formazione di Belo Horizonte nel 1978, disputando il campionato di quell'anno con il Vitória. Giocò l'ultima partita in massima serie il 3 febbraio 1982 con il São José, partecipando alla vittoria della sua squadra contro la Desportiva Capixaba. Successivamente, giocò con Atlético Paranaense e Democrata.

### Nazionale
Nel 1975 ottenne la convocazione per la Copa América. Tuttavia, non fu mai impiegato dal CT Brandão.

## Palmarès

### Club

#### Competizioni nazionali
- Campionato Mineiro: 7

Cruzeiro: 1968, 1969, 1972, 1973, 1974, 1975, 1977

#### Competizioni internazionali
- Coppa Libertadores: 1

Cruzeiro: 1976